# Helicochetus involutus
Helicochetus involutus är en mångfotingart som beskrevs av Carl Graf Attems 1935. Helicochetus involutus ingår i släktet Helicochetus och familjen Odontopygidae. Inga underarter finns listade i Catalogue of Life.